# Robert Tighello
Robert Tighello est un ancien coureur cycliste australien né le 2 septembre 1974. Il a évolué notamment au sein de l'équipe AIS au début des années 2000, et a remporté durant sa carrière le classement du meilleur grimpeur du Tour Down Under 2001.

## Palmarès
- 2000
  - 3e du Tour de Tasmanie
- 2001
  - 3e du championnat d'Australie sur route
- 2003
  - 1er du Tour de Tamar
  - 2e du Tour of Baw Baw
  - 2e du Tour of the Otway Ranges
- 2005
  - 1re étape du Tour de Bright
  - 4e étape du Tour of Gippsland
  - 2e du Tour of Gippsland